# Torrington (Wyoming)
Torrington is een plaats (city) in de Amerikaanse staat Wyoming, en valt bestuurlijk gezien onder Goshen County.

## Demografie
Bij de volkstelling in 2000 werd het aantal inwoners vastgesteld op 5776. In 2006 is het aantal inwoners door het United States Census Bureau geschat op 5487, een daling van 289 (-5,0%).

## Geografie
Volgens het United States Census Bureau beslaat de plaats een oppervlakte van 9,2 km², geheel bestaande uit land. Torrington ligt op ongeveer 1251 m boven zeeniveau.

## Plaatsen in de nabije omgeving
De onderstaande figuur toont nabijgelegen plaatsen in een straal van 36 km rond Torrington.